# Delceita Oakley
Delceita Lucia Oakley, po mężu Daniel (ur. 22 kwietnia 1944, zm. 28 czerwca 2019) – panamska lekkoatletka, sprinterka, uczestniczka igrzysk olimpijskich.

## Kariera sportowa
Zdobyła brązowy medal w sztafecie 4 × 100 metrów na igrzyskach Ameryki Środkowej i Karaibów w 1962 w Kingston.
Wystąpiła na igrzyskach olimpijskich w 1964 w Tokio, gdzie odpadła w eliminacjach biegu na 100 metrów, biegu na 200 metrów i sztafety 4 × 100 metrów.
Rekord życiowy Oakley w biegu na 100 metrów wynosił 11,6 s, a w biegu na 200 metrów 24,2 s (oba z 1964).